# Postgeschichte und Briefmarken Preußens
Die Preußische Post war im 19. Jahrhundert in Norddeutschland, ähnlich der Thurn-und-Taxis-Post in Süddeutschland, die vorherrschende Post. Anhand der Postamtsblätter ist hier die Geschichte des Postdienstes, also der Versendevorschriften und der Tarife für die einzelnen Versendegegenstände, ebenso behandelt wie die Organisationsform der Preußischen Post. Für die Anfänge der Post in Preußen bis 1808 siehe Preußisches Postwesen.

## Die Preußische Post 1808 bis 1868

Posthausschild Preußen 1776

Nach der Völkerschlacht bei Leipzig (1813) verschwanden die französischen Staatsbildungen. Die alten Staaten wurden wiederhergestellt. Hier begann nun der zweite Abschnitt der preußischen Postgeschichte. Durch die Auswertung der amtlichen preußischen Postamtsblätter wurden neben der Organisationsgeschichte die Versandbedingungen und Tarife zum Hauptteil dieser Artikels.
Am 16. Dezember 1808 wurde die Verfassung der obersten Staatsbehörden in Bezug auf die innere Landes- und Finanzverwaltung geändert. War bisher die Post dem Departement für Fabriken und Handel unterstellt, wurde nun das General-Postamt der 1. Abteilung des Ministeriums des Inneren (Allgemeine Polizei) zugeteilt. Die technische Verwaltung blieb weiterhin selbständig. Schon am 27. Oktober 1810 bildete das General-Postamt eine besondere Abteilung (4.) innerhalb des Innenministeriums.
Am 3. Juni 1814 wurde die Postverwaltung vom Ministerium losgelöst und dem General-Postmeister allein untergeordnet. Die Kontrolle und Oberleitung blieb jedoch noch dem Staatskanzler vorbehalten. Mit dem Tode Karl August von Hardenbergs am 26. November 1822 blieb die Stelle des Staatskanzlers unbesetzt. Die Postverwaltung unter dem General-Postmeister Karl Ferdinand Friedrich von Nagler wurde nun selbständig und unterstand unmittelbar dem König (Kab. Ordre vom 4. März 1823). Zu dieser Zeit gab es keine Provinzialbehörde. Die Postämter unterstanden unmittelbar dem General-Postamt in Berlin. Der Vorsteher eines Postamts war der Postmeister. Die Amtsbezeichnung Ober-Postdirektor und Postdirektor waren Ehrentitel für die Vorsteher der Postämter an Regierungssitzen und bei den Grenzpostämtern, jedoch waren sie ohne weitergehende Befugnisse.
- Die Postämter, zu diesen zählten auch das Hofpostamt und die Oberpostämter, hatten für die richtige Portoerhebung und die Berechnung der Postgebühren zu haften. Sie mussten auch Ersatz leisten, wenn von untergeordneten Behörden Fehler gemacht worden waren. Sie vermittelten den Verkehr von Personen, Briefen, Geldern und Paketen auf den Postkursen und waren für die Sicherheit auf diesen Kursen verantwortlich. Für Sendungen von hohem Wert war der Postmeister befugt, bewaffnete Männer als Postbegleiter mitreisen zu lassen. Zur Überwachung des Portos hatte der Postmeister oder sein Stellvertreter die ankommende und abgehende Post genau zu prüfen. Weiter hatte der Postmeister dafür Sorge zu tragen, dass die Sendungen schnell und richtig zugestellt wurden. Den Postämtern waren Nebenpostämter zugeordnet. Die Postwärterämter, auch Postverwaltungen und Post-Expediteurs genannt, wurden in der Regierungszeit Friedrich Wilhelms I. (1713–1740) begründet. Sie waren hinsichtlich des Kassen- und Rechnungswesens dem nächstgelegenen Postamt zugeteilt, standen aber sonst unmittelbar unter dem General-Postamt. Die Verwaltung der Postwärterämter wurde in der Regel Ortseinwohnern als Nebenbeschäftigung übertragen. Gelegentlich der Stein-Hardenbergschen Verwaltungsreform, die auch einige Änderungen in der Behördenverfassung der Post brachte, erhielten die Postwärterämter den Namen Post-Expeditionen, ohne dass an ihrer rechnungsmäßigen Unterstellung unter die Postämter etwas geändert wurde. Der Postwärter hatte nur einen verhältnismäßig kleinen Geschäftskreis zu verwalten. Für jeden durch sein Versehen entstandenen Verlust hatte er Ersatz zu leisten und hatte daher dem vorgeordneten Postamt eine Kaution zu stellen. Er hatte die Ankunfts- und Abgangszeiten der Post im Stundenzettel zu vermerken, die aus dem Orte hinzukommenden Poststücke aus dem Frachtzettel ins „Manual“ einzutragen, die durchgehenden Sachen jedoch nur summarisch aufzuzeichnen, um Zeit zu sparen. Die eingehenden Karten hatte er selber aufzurechnen und sie jeden Tag an das vorgesetzte Postamt einzusenden. Zu seinen Pflichten gehörte weiter die Bereithaltung von Pferd und Wagen für die Extraposten oder zumindest die schnelle Abfertigung. Noch schneller waren Staffettendepeschen zu versorgen. In kleineren Orten waren Briefsammlungen eingerichtet worden. Wie schon der Name sagt, beschränkte sich der Geschäftskreis nur auf die Abfertigung des Postboten oder auf die Abgabe der vorhandenen Briefe an die durchgehenden Posten, die Sammlung und Aushändigung der Lokalkorrespondenz und auf die Berechnung des eingenommenen Portos.

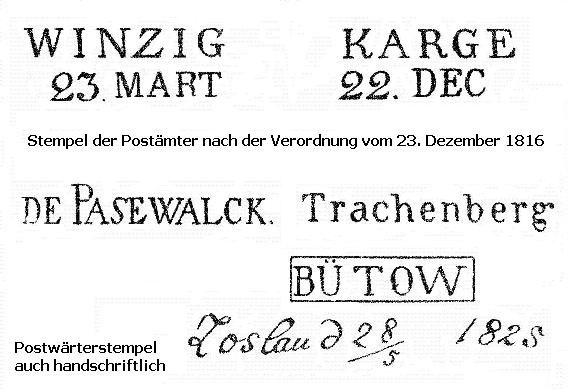
1816 Preußische Aufgabestempel

Ab 1816 wurden in Preußen Aufgabestempel eingeführt. Diese Stempel sollten von den Postämtern für alle Sendungen nach dem Auslande verwendet werden. Die von den Postwärterämtern eingehenden, nach dem Auslande bestimmten Briefe, wurden mit dem Stempel des Postamts versehen, von welchem sie abgingen. Diese Briefe waren mit dem Landporto zu belegen. Schon ab März 1817 wurde bestimmt, alle Briefe abzustempeln, das Binnenporto wurde nicht mehr erhoben. Alte Stempel, z. B. in den neu hinzugekommenen Gebieten, konnten verwendet werden.
Im Jahre 1819 wurde die erste Schnellpost von Berlin nach Magdeburg eingerichtet, weitere sollten folgen.

### Postgebühren 1. Januar 1822
Die Gebührensätze stammen bis 1824 zum größten Teil noch aus der Zeit der französischen Postregie, waren durch eine Unzahl von Sonderabmachungen auf einigen Kursen unübersichtlich und zu dem noch recht hoch angesetzt. Zudem war durch das Münz-Edikt vom 30. September 1821 zu kleinen Gebührenerhöhungen gekommen, als man sich entschlossen hatte, den Taler auf 30 Silbergroschen (statt 24 gute Groschen) umzustellen. Gleichzeitig sollten im Grundsatz nur noch halbe Brüche im Tarif verwendet werden. Die kleineren Brüche wurden nach oben abgerundet. So wurden aus 6 guten Pfennigen (Pfg), die durch die Währungsumstellung nun 7½ Pf. geworden waren, zu 1 Sgr. aufgerundet.
| Zeitung                     | A    | B    |
| Zeitung                     | Pfg. | Pfg. |
| --------------------------- | ---- | ---- |
| für den ganzen Bogen        | 4    | 5    |
| für den halben Bogen        | 2½   | 4    |
| für den viertel Bogen       | 1½   | 2½   |
| für den Beilagebogen        | 1½   | -    |
| für den halben Beilagebogen | 1    | -    |
| Drucksachen unter Kreuzband |      |      |
| gewöhnlicher Druckbogen     | 8    | 8    |
| einzelner halber Bogen      | 5    | 5    |
| einzelner Viertelbogen      | 4    | 4    |
| 1 Bogen im Musikformat      | 10   | 10   |
| ½ Bogen im Musikformat      | 10   | 10   |

Einen ersten Anfang machte man mit den Gebühren für Zeitungen, deren Verbreitung einen ziemlichen Aufschwung genommen hatte. Es kamen folgende Gebühren für Zeitungen zum Ansatz:
- A. inländische Zeitungen, unter Kreuzband.
- B. ausländische Zeitungen mit Ausnahme der französischen Blätter (regelt Postvertrag mit Frankreich) [nächste Änderung 1. Oktober 1848].

Die Gebühr wurde nach der Zahl der Bogen berechnet, die jede Zeitung im jährlichen Durchschnitt aufweist.Gleichzeitig wird die Versendung von Drucksachen unter Kreuzband gestattet. Zu den Drucksachen zählen Bücher, gedruckte Schriften, Noten, Preisverzeichnisse, offene gedruckte Rundschreiben und Warenproben. Als gewöhnlichen Druckbogen gelten auch acht Blätter kleiner als Oktav-Format. Landkarten dürfen nicht gerollt aufgeliefert werden. Es sind ausschließlich broschierte Bücher gemeint, nie gebundene. Die Absender sind verpflichtet, auf dem Kreuzbande ihre Namen und die Zahl der Bogen zu bemerken. Die Portosätze waren innerhalb des Landes für alle Entfernungen gleich. 

Ausschnitt aus der Postkarte von dem preußischen Staate, Berlin, 1829

Am 4. April 1823 wurde das General-Postamt, unter dem General-Postmeister von Nagler, selbständig. Es unterstand unmittelbar dem König. Alle Postanstalten unterstanden unmittelbar dem General-Postamt in Berlin. Einem Postamte stand der Postmeister vor. Die Amtsbezeichnung Ober-Postdirektor und Postdirektor waren Ehrentitel. Den Postämtern waren Nebenpostämter zugeordnet. Die Postwärterämter, auch Postverwaltungen und Post-Expediteurs genannt, waren hinsichtlich des Kassen- und Rechnungswesens dem nächstgelegenen Postamt zugeteilt, standen aber sonst unmittelbar unter dem General-Postamt. Die Verwaltung der Postwärterämter wurde in der Regel Ortseinwohnern als Nebenbeschäftigung übertragen. Später erhielten die Postwärterämter den Namen Post-Expeditionen. In kleineren Orten waren Briefsammlungen eingerichtet worden. Der Geschäftskreis beschränkte sich auf die Abfertigung des Postboten oder auf die Abgabe der vorhandenen Briefe an die durchgehenden Posten, die Sammlung und Aushändigung der Lokalkorrespondenz und auf die Berechnung des eingenommenen Portos. Zur Portoberechnung wurden die Luftlinienentfernungen aller Postorte des Landes voneinander ermittelt. Die Vermessung und Herstellung der dazu notwendigen genauen Karten dauerte von 1823 bis 1825. Zur Feststellung der Entfernungen waren acht Landmesser 1½ Jahre unterwegs und hatten 1.386.596 Entfernungen festzustellen.
Um 1825 wurden die ersten Preußischen Poststempel eingeführt. Die Briefsammlungen und Postwärterämter erhielten einen Zweizeiler mit der Angabe von Tag und Monat in Ziffern unter dem Ortsnamen. Bei den Zweizeilern für die Postämter erfolgte die Angabe des Monats, abgekürzt, in Buchstaben.

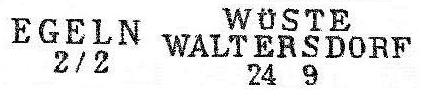
1825 preußische Stempelform

### Postgebühren 1. Januar 1825
Eine größere Reform wurde erarbeitet und am 18. Dezember 1824 verabschiedet. So konnten die neuen Gebühren am 1. Januar 1825 in Kraft treten. Es war dies die erste umfassende Postordnung.
Die Hauptbestimmungen des ersten vollständigen Grundgesetzes über das Postwesen sind die folgenden: Der Brief-, Paket- und Geldtaxe zwischen sämtlichen Postanstalten wird lediglich die direkte Entfernung, nicht aber die von der Post zurückgelegten Wege zugrunde gelegt. Somit hörte auch das Binnenporto auf. Zwischen allen Preußischen Postanstalten wird das Porto nur in einer Summe berechnet und erhoben. Alle ausnahmsweisen Porto-Erhöhungen, Zuschläge wie Ermäßigungen für einzelne Course und Orte fallen weg. Das neue Posttax-Gesetz kam für alle Staatsbürger gleichmäßig zur Anwendung. Unterschiede in der Pakettaxe nach Maßgabe des Inhalts der Sendung (Kaufmannswaren, Viktualien) gibt es nicht; für alle Pakete gilt derselbe Tarif, so dass lediglich Gewicht und Entfernung für die Taxierung maßgebend sind, bei Geldsendungen die Entfernung und der Wertbetrag. Statt der unbestimmten Taxe für Papiere au porteur wird eine Taxe für alle kurshabenden Papiere eingeführt; das Vorzeigen der Papiere und das Versiegeln des Briefes im Postbüro sowie die modifizierte Unterschiedlichkeit der Taxe fällt fort.

#### Abschnitt I. Brief, Paket und Geld-Porto

##### A. Briefporto
| Briefporto                                              | Briefporto  | Gewicht       | Gewicht       |
| Meilen                                                  | Sgr.        | Lot           | x fache       |
| ------------------------------------------------------- | ----------- | ------------- | ------------- |
| 2                                                       | 1           | ¾ – 1         | 1½            |
| 2 – 4                                                   | 1½          | 1 – 1½        | 2             |
| 4 – 7                                                   | 2           | 1½ – 2        | 2½            |
| 7 – 10                                                  | 2½          | 2 – 2½        | 3             |
| 10 – 15                                                 | 3           | 2½ – 3        | 3½            |
| jede weitere 10 Meilen = 1 Sgr. mehr                    |             |               |               |
| je weitere ½ Lot = ½-fach Briefporto mehr               |             |               |               |
| Akten und Schriftsendungen Beförderung mit der Fahrpost |             |               |               |
| 2 Lot                                                   | 2 Lot       | Briefgebühr   | Briefgebühr   |
| 2 – 8                                                   | 2 – 8       | 3-fache       | 3-fache       |
| 6 – 16                                                  | 6 – 16      | 4-fache       | 4-fache       |
| 15 – 24                                                 | 15 – 24     | 5-fache       | 5-fache       |
| bis 1 Pfund                                             | bis 1 Pfund | 6-fache       | 6-fache       |
| jedes weitere Pfund = einfache Briefgebühr mehr         |             |               |               |
| Drucksachen unter Kreuzband                             |             |               |               |
| ¼ der Brief- bzw. Aktentaxe                             |             |               |               |
| Warenproben                                             |             |               |               |
| bis 1½ Lot                                              | bis 1½ Lot  | Briefgebühr   | Briefgebühr   |
| über 1½ Lot                                             | über 1½ Lot | ½ Briefgebühr | ½ Briefgebühr |

Die Briefgebühr wird nach der Entfernung und dem Gewicht berechnet, wobei der „einfache Brief“ ¾ Lot schwer sein durfte (1 Lot = 4 Quentchen = 14,606 g). Bei höchster Entfernung im preußischen Postgebiet kam man auf 19 Sgr. für den einfachen, bis ¾ Lot schweren Brief [vorher 18 Sgr.].
(§ 8) Briefe bis 2 Lot incl. schwer, gehören ausschließlich zur Reitpost. Bis zu diesem Gewicht findet die Gewichtsprogression statt, ohne Unterschied, ob die Beförderung streckenweise oder ganz mit der Reit-, Schnell-, Fahr- oder Botenpost geschieht.
(§ 9) Alle im Inland zur Post gegebenen Briefe über 2 Lot schwer gehören zur Fahrpost, insofern der Absender nicht ausdrücklich die Beförderung mit der Reit- oder Schnellpost schriftlich auf der Adresse verlangt hat. Porto- und Progressionssätze von Akten und Schriften, mit den Fahr-, Karriol- und Botenposten.
(§ 11) Gehören mehrere dergleichen Sendungen zu derselben Adresse, so wird für jedes einzelne das Porto nach der Progression erhoben. Das Porto für Sendungen gedruckter und anderer nicht geschriebener Gegenstände in Briefform verpackt, mit Ausnahme derjenigen unter Kreuzband und Wertsachen wird nach der Pakettaxe bezahlt. [bis 1827]
(§ 14) Porto für Sendungen unter Kreuzband kosten den vierten Teil der Aktentaxe. Es besteht Frankozwang. Auf Wunsch auch mit der Briefpost, dann ¼ Briefgebühr. Höchstgewicht 16 Lot, darüber nach der Pakettaxe. 1848 sind Datum und Unterschrift als handschriftliche Zusätze erlaubt.
(§ 17) Warenproben in Briefen, oder den Briefen angehängt, insofern sie als solche kenntlich sind, und der Brief ohne die Proben nicht über ¾ Lot wiegt, wird [zusammen gewogen] bis zu 1½ Lot die einfache Briefgebühr erhoben. Wird das Gewicht überschritten, so kommt auf der Reit- und Schnellposten die Hälfte der tarifmäßigen Briefgebühr zur Anrechnung. [bis 1852] Zum eingeschriebene Brief (1821 im Rheinland eingeführt, zum doppelten Briefporto) kam, neben der Briefgebühr noch 2 Sgr. für die Ausfertigung des Postscheins und noch die einfache Briefgebühr für den zurückkommenden Empfangsschein. Die Scheine sind mit einem Gebührenstempel versehen und werden bei den Postanstalten wie bares Geld behandelt (Cirkular Nr. 47, des Generalpostamts von 1824). 1839 wurde verfügt, dass Einschreibbriefe ohne Ausnahme innerhalb von sechs Stunden zugestellt werden müssen, ohne Rücksicht auf vorliegende Abholungserklärung [Schwarz]. Ab 1844 wird der Empfangsschein nur noch auf Verlangen des Absenders zurückgegeben, gegen eine Zustellgebühr von 6 Pfg.
(§ 20) Der Absender erhält einen Aufgabeschein. Auf den inländischen Post-Anstalten stellt der Empfänger des Briefes eine Bescheinigung aus, welche an die kolligierende Postanstalt zurückgesandt und dem Absender gegen Rückgabe des Aufgabescheins ausgehändigt wird.

##### B. Paketporto
| Paketporto 3 Pfg. je Pfund und 5 Meilen mindestens | Paketporto 3 Pfg. je Pfund und 5 Meilen mindestens |
| --- | -------------------------------------------------- |
| bis 4 Pfund | 2-fache Briefgebühr                                |
| darüber | 3-fache Briefgebühr                                |
| Überschießende Meilen gelten als volle 5 Meilen. Überschießende Lote bleiben unberücksichtigt. Begleitbriefe bis ¾ Lot waren frei, vom Übergewicht, wird die Gebühr erhoben. Auf Wunsch wird für 2 Sgr. ein Postschein über die Einlieferung ausgestellt. |                                                    |

(§ 22) Das Paketporto reguliert sich
- a) nach der Entfernung (wie bei Briefen) und
- b) nach dem Gewicht des Paketes

(§ 23) Das Paketporto steigt nach einer Progression von 5 zu 5 Meilen mit ¼ Sgr. oder 3 Pfg. für jedes Pfund. Für kleinere Pakete wird jedoch die Briefportotaxe in der Art angewandt, das bis zum Gewicht von 4 Pfund 2 faches, über 4 Pfund das dreifache Briefporto erhoben wird, insofern das Porto nach den Progressionsätzen für Pakete nicht mehr beträgt.
(§ 24) Wenn mehrere Pakete zu einer Adresse gehören, wird das Gewicht zusammengezogen. Beträgt das Porto nach dem Gesamtgewicht weniger als das 3 fache Briefporto, so ist das zu erheben.
(§ 26) Kleinere Pakete können, wenn möglich, mit den Schnellposten versandt werden. Es tritt dann eine Erhöhung des Portosatzes von 50 % ein.
(§ 28) Der zu einem Paket gehörige Brief ist bis zu dem Gewicht von ¾ Lot frei. Nur vom Übergewicht wird Porto berechnet — bei den Schnellposten nach der Gewichtsprogression für Briefe, bei den Fahrposten über 2 Lot auch nach der Aktentaxe.
(§ 29) Gegenstände deren Wert für das Pfund 10 Taler oder mehr beträgt, müssen deklariert und der Wert auf der Adresse angegeben werden. Bei Gegenständen von geringerem Wert, kann, nach Wahl des Absenders, der Wert angegeben werden oder nicht.
(§ 30) Das Porto ab 10 Taler, wird nach der Goldtaxe, — unter 10 Taler nach der Paket-Taxe erhoben.

##### C. Geldporto
| Geldsendungen Silber                             | Geldsendungen Silber             |
| ------------------------------------------------ | -------------------------------- |
| bis 1 Taler                                      | 1 Sgr.                           |
| 1 – 20 Taler                                     | 2 Sgr.                           |
| 20 – 50 Taler                                    | 3 Sgr.                           |
| 50 – 100 Taler                                   | 4 Sgr.                           |
| ab 100 Talern gestaffelt von 5 zu 5 Meilen       |                                  |
| bis 1.000 Taler                                  |                                  |
| je 50 Taler                                      | 2 Sgr. mehr                      |
| je 100 Taler                                     | 4 Sgr. mehr                      |
| über 1.000 Taler                                 |                                  |
| je 50 Taler                                      | 3 Sgr. mehr                      |
| je 100 Taler                                     | 1½ Sgr. mehr                     |
| Geldsendungen Gold                               |                                  |
| bis 50 Taler                                     | 2-fache                          |
| 50 – 100 Taler                                   | wie für 100 Taler                |
| ab 100 Taler gestaffelt von 5 zu 5 Meilen        |                                  |
| bis 1.000 Taler                                  |                                  |
| je 100 Taler                                     | 3 Sgr. mehr                      |
| je 50 Taler                                      | 1½ Sgr. mehr                     |
| über 1.000 Taler                                 |                                  |
| je 50 Taler                                      | 1 Sgr. mehr                      |
| je 100 Taler                                     | 2 Sgr. mehr                      |
| 19. März 1826 Porto für Gold = ½ Silbertarif     |                                  |
| Papiergeld                                       |                                  |
| inländisches                                     | ½ Silbertarif                    |
| ausländisches                                    | ¼ Silbertarif                    |
| geändert 1825                                    | {\displaystyle 1/10} Silbertarif |
| 1848                                             | wie inländisches                 |
| Kursmäßige Papiere                               | ¼ Silbertarif                    |
| Vermischte Sendungen (Gold, Münzen, Papiergeld)  |                                  |
| bis 4 Lot                                        | 2-fache                          |
| 4 – 8 Lot                                        | 3-fache                          |
| Zu jeder Sendung kam die Scheingebühr von 2 Sgr. |                                  |

(§ 31) Das Geldporto berechnet sich a) nach der Entfernung und b) nach dem Wertbetrag
(§ 32) Für gemünztes und ungemünztes Silber und Scheidemünzen nach der Tabelle, Summen bis 100 Taler nach der Briefgebühr. Bei Summen von und über 100 Talern tritt eine Taxprogression ein, welche von 5 zu 5 Meilen mit 4 Sgr. für jedes Hundert, und mit 2 Sgr. für jedes ½ Hundert bis die Sendung 1.000 Taler voll erreicht, fortschreitet, von wo ab für jede weiteren 100 Taler 3 Sgr. und für jede 50 Taler 1½ Sgr. von 5 zu 5 Meilen erhoben werden. Fremdes Silber wird umgerechnet: 12 Gulden Reichsgeld nach dem 24 Guldenfuß werden 7 Taler, – und 111 Mark Hamburger Banco 56 Taler Preußisches Silbergeld gleichgesetzt.
(§ 34) Für Kupfermünzen wird das Porto nach der Paket-Taxe bezahlt.
(§ 35) Für Gold- und Wertstücke wird erhoben: bis 50 Taler = zweifaches Briefporto – über 50 Taler bis 100 Taler wie für 100 Taler, jedoch muss das doppelte Briefporto erreicht werden. Das Gewicht spielt dabei keine Rolle. Bei Summen von 100 Talern und darüber tritt die Taxprogression ein welche von 5 zu 5 Meilen mit 3 Sgr. für jedes 100 und mit 1½ für jedes halbe Hundert fortschreitet. Auch hier tritt bei Überschreitung der ersten 1.000 Taler eine Ermäßigung des Satzes auf 2 Sgr. bzw. auf 1 Sgr. ein.
Bei der Berechnung des Goldwertes wird ein Friedrich d’or zu 5 Taler, ein Dukat zu 2¾ Taler angenommen. [1826 auf die ½ Silbertaxe geändert]
(§ 37) Papiergeld und Kurs habende Papiere. Alles inländische und ausländische Papiergeld, sowie alle Kurs habenden Papiere müssen vom Absender auf dem Kuvert deklariert werden und zwar:
- a) das inländische Papiergeld nach dem Nennwerte
- b) das ausländische Papiergeld und alle Kurs habenden Papiere nach dem jedesmaligen Kurse in Preuß. Kurant, –

wird das festgesetzte Porto für Briefe oder Akten nach dem Gewicht nicht erreicht, wird das Porto für Silbergeld erhoben [1825 auf 1/10 des Silbertarifs gesenkt].
(§ 39) Bei vorhandenem Verdacht auf unterlassener oder unrichtige Deklaration haben die Postbeamten das Recht, die Öffnung der Briefe oder Pakete im Postkomptoir vom Absender oder Empfänger zu verlangen. Ggf. wir Strafantrag erhoben.
(§ 43) Dagegen darf kein Postbeamter sich erlauben, irgendeinen Brief, um dadurch den Inhalt zu erforschen, oder in einer anderen Absicht eigenmächtig zu verletzen.
(§ 44) Porto für vermischte Sendungen — Das Verpacken verschiedenartiger Gegenstände, als Gold, Kurant, Papiergeld etc. zu Schriften, in einen Brief, wird nur bis zu einem Gewicht von 8 Lot erlaubt, es sei denn, das Porto des getrennt berechneten wäre nach der Geldtaxe höher.
(§ 46) Bei Sendungen von größerem Gewicht wird, eine Vermischung solcher Gegenstände, wofür eine verschiedene Taxe besteht, nicht gestattet, wenn sie auch zu einer Adresse gehören, besonders verpackt, und alsdann ebenso behandelt werden, als wenn solche mit verschiedenen Adressen zur Post gegeben worden wären.
(§ 48) Sendungen der Gelder und geldwerter Papiere werden in der Regel nur mit der Fahrpost versandt. Wenn die Post die Möglichkeit hat solche Sendungen auch mit der Schnellpost zu befördern, steigt der Tarif um 50 %.
(§ 50) Der zu den Geldsendungen gehörige Begleitbrief wird mit derselben Art, wie bei Paketsendungen festgesetzt behandelt.
(§ 51) Landporto. – An Orten, woselbst keine Postanstalten sind, die aber von der durchgehenden Post berührt werden, ist den Kommunen, wenn sie den Durchgang der Posten benutzen will, solche Anordnung zu treffen [z. B. den Austausch von Posttaschen], dass die Abgabe von Briefen ohne Aufenthalt der Post und ohne dass Schirrmeister oder Postillions den Wagen zu verlassen müssen, geschehen kann.
(§ 52) Für die Beförderung der Briefe solcher Orte a) von und bis zur nächsten Station, b) von und bis zu den Orten, welche zwischen der nächsten und der darauf folgenden Station belegen sind, wird das Porto nach der niedrigsten Taxe erhoben. Dieses Porto wird Landporto genannt. Geht die Korrespondenz weiter oder kommt weiter her, so dass zwei und mehrere Stationen berührt, so wird nur das gewöhnliche Porto erhoben und kein Landporto zugeschlagen.
(§ 53) Porto Erhöhung bei eintretender Fourage-Teuerung ist nie zum Tragen gekommen [Moch]

#### Abschnitt II.
(§ 54) Scheingeld — Die Postanstalten sind verpflichtet, Einlieferungsscheine zu erteilen:
- a) über Geld, Papiergeld, Kurshabende Papiere, wenn der Betrag 1 Taler übersteigt, Wertstücke und rekommandierte Briefe
- b) über gewöhnliche Pakete. Diese jedoch nur auf Verlangen des Absenders, welches auf der Adresse durch die Bemerkung: „gegen Schein“ ausgedrückt sein muss.

Für den Einlieferungsschein muss der Absender 2 Sgr. entrichten. Dieser Schein führt den Stempel: „Zwei Silbergroschen“, [sie gelten bei den Postanstalten wir bares Geld]. Dieser Schein wird vom Empfänger oder der Postanstalt unterschrieben und besiegelt, wofür nichts zu entrichten ist [1827 für Pakete auf 1 Sgr. ermäßigt].

#### Abschnitt III.
| Bestellgeld       | Bestellgeld |
| ----------------- | ----------- |
| Briefe bis 16 Lot | ½ Sgr.      |
| alle anderen      | 1 Sgr.      |

(§ 56) Bestellgeld — Die Postanstalten haben sich erstmals verpflichtet, im Orte alle mit der Post ankommenden Briefe, den Empfängern ins Haus zu senden. Dies gilt für unbeschwerte Briefe und Pakete bis 16 Lot sowie für Geldbriefe bis 1 Taler für die ½, für alle anderen ist 1 Sgr. zu zahlen ist.
Das Bestellgeld muss auch von den Behörden und für portofreie Korrespondenzen etc. bezahlt werden. Briefe können, auf schriftlicher Erklärung hin, auch selbst abgeholt werden, das Bestellgeld wird dann nicht erhoben. Pakete können, wenn es die Umstände zulassen, ebenfalls zugestellt werden.
Landzustellung: Briefe bis 16 Lot auf 1½ Meilen 1 Sgr. – bis 2 Meilen 2 Sgr. und bis 3 Meilen 2½ Sgr. Für kleine Pakete bis max. 6 Pfund sowie für Scheine zu Geldsendungen den doppelten Satz. In ungünstig gelegene Orte alle acht Tage bis zu 5 Sgr. 1833 wurde gestattet auch Gelder zuzustellen. [Moch]
Für Zeitungen sind bei der 2 oder 3 Mal Zustellung 12 Sgr., öfter 20 Sgr. jährlich zu entrichten. [Moch]

#### Abschnitt IV.
| Packkammergeld        | Packkammergeld |
| --------------------- | -------------- |
| für die ersten 4 Tage |                |
| Paket                 |                |
| bis 30 Pfund          | 1 Sgr.         |
| bis 60 Pfund          | 2 Sgr.         |
| über 60 Pfund         | 3 Sgr.         |
| Geld                  |                |
| bis 100 Taler         | 1 Sgr.         |
| bis 500 Taler         | 2 Sgr.         |
| bis 1.000 Taler       | 3 Sgr.         |
| je 1.000 mehr         | 1 Sgr.         |

(§ 60) Packkammergeld (Lagergeld) — Bis 1825 in größeren Städten eine Nebengebühr der Packkammerbeamten. Beginnend einen Tag nach der Zustellung der Begleitadresse für die ersten vier Tage nach nebenstehender Tabelle.
(§ 62) Nach vier Tagen waren pro Woche die doppelten Beträge zu entrichtet. Nach 14 Tagen werden Pakete zurückgesandt. Ist der Absender nicht zu ermitteln, so wird die Beschreibung des Paketes ausgehängt und im örtlichen Intelligenzblatt „inseriert“. Nach drei Monaten gehen sie an das General-Postamt.

#### Abschnitt V.
| Postvorschuss | Postvorschuss |
| --- | ------------- |
| - a) Briefgebühr - b) Postgeld, wie wenn die Summe mit der Post versandt worden wäre (bis 1842) - c) Prokuragebühr für den Beamten |               |
| von 5 bis 15 Sgr. | 1 Sgr.        |
| über 15 von ½ zum ½ Taler |               |
| bis 10 Taler | 1 Sgr.        |
| darüber je ½ Taler | ½ Sgr. mehr   |

(§ 66) Postvorschuss — Eine Verbindlichkeit von Seiten der Postanstalten, Geldvorschüsse auf Briefe zu leisten findet nicht statt. Es bleibt dem Postbeamten überlassen einen Vorschuss zu leisten oder zurückzuweisen. Der Vorschuss soll nicht sofort ausgezahlt werden, sondern ist so lange á Conto notieren, bis gewiss ist, dass der Vorschuss angenommen ist.
(ab § 69) Es kann niemand zur Einlösung gezwungen werden. Wird ein Paket vor Entrichtung des Vorschusses ausgehändigt, haftet das General-Postamt. Rücksendung des nicht angenommenen Vorschusses nach spätestens zehn Tagen.
(§ 73) Rückbriefe bis 2 Lot waren für den Rückweg kostenfrei, schwerere Briefe, Pakete und Gelder erforderten jedoch für den Rückweg das volle Porto. So kostete ein nicht angenommener oder nicht zustellbarer Brief doch einiges an Porto.
(§ 77) Laufzettel — In Fällen, wo wegen richtiger Beförderung zur Post gegebener Gegenstände Zweifel bestehen, ist dem Absender gestattet, offene Requisitionen (Laufzettel) zu erlassen, worin von den Postanstalten über den Verbleiben der Sendung Auskunft gegeben werden muss. Der Aufgeber hat eine Gebühr von 5 Sgr. zu zahlen, die, wenn eine Unregelmäßigkeit der Post stattgefunden hat, zurückgezahlt wird.

#### Abschnitt VI. — Regeln bei Geld- und Paketversendung
(§ 83) Beschwerte Briefe werden bis 16 Lot angenommen.
(§ 88) Unförmige oder schlecht verpackte Pakete werden zurückgewiesen. Verlangt der Absender die Beförderung dennoch, so geschieht solches lediglich auf seine Gefahr, und ist auf dem Postschein zu vermerken.

#### Abschnitt VII. — Zahlung und Berechnung des Postgeldes

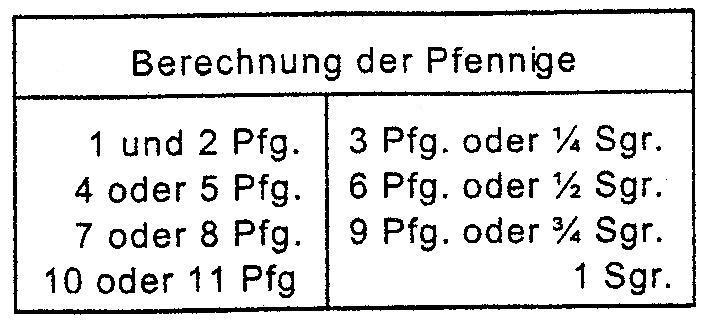
Umrechnungstabelle

(ab § 90) Alle Postgefälle und Gebühren, mit Ausschluss des Briefbestellgeldes, werden auf den Adressen und Scheinen in Silbergroschen notiert, und in preußischer Währung entrichtet. Wenn bei der Berechnung Pfennige vorkommen, so werden sie nach nebenstehender Tabelle erhoben und berechnet. Über bezahltes Postgeld wird keine Quittung erteilt.
Kreditiert der Postbeamte Porto so kann er dafür eine Kontogebühr für sich erheben. Falsch berechnetes Porto unter 15 Sgr. kann vom Absender nicht zurückgefordert werden. Nicht bezahltes Porto kann vor Gericht eingeklagt werden. Wegen der Portofreiheit erfolgt ein besonderes Regulativ.
Gegeben, Berlin d. 18. Dez. 1824 General-Postmeister v. Nagler

### Veränderungen von 1825 bis 1850
Soweit die Veränderungen von 1825. Für die Folgezeit ist von folgenden Veränderungen zu berichten.
In diese Zeit fällt die Einführung der sogenannten Fingerhutstempel, kleine Einkreisstempel, bei denen die Ortsangabe der oberen Kreislinie angepasst und die Angaben für Tag und Monat in der Mitte zu lesen waren. Etwa zur gleichen Zeit wurde ein Zweikreisstempel mit dem Ortsnamen zwischen den Kreisen und im Innenkreis die Angaben für Tag und Monat ausgeliefert. Einige dieser Stempel wurden noch zur Entwertung der Marken des Deutschen Reiches verwendet.

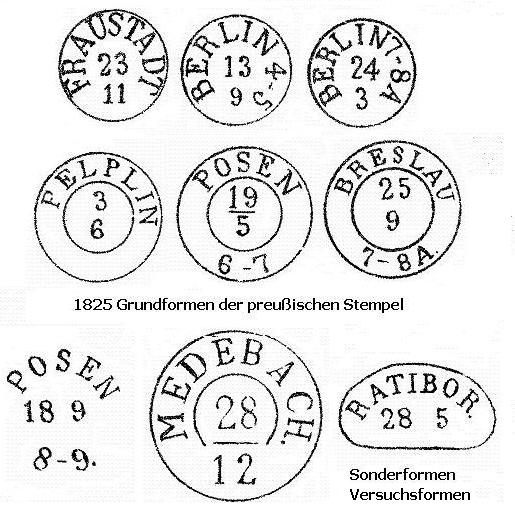
1830–1850 Fingerhut und Doppelkreisstempel

Den Gerichtsbehörden wird auf Verlangen mit einem Aktenschein die ordnungsgemäße Zustellung von Verfügungen oder Insinuatios-Documenten bescheinigt. Gebühr 3¾ Sgr. [Moch]
Das Fürstentum Birkenfeld war vollständig von preußischem Gebiet umgeben. Auf Grund eines Vertrages mit der oldenburgischen Regierung und dem Fürsten von Thurn und Taxis mit Preußen ging das Postwesen zum 1. November 1837 auf Preußen über.
Es dauerte nach den großen Gebührenänderungen nicht lange, und schon kamen die ersten Änderungen. So war die Gebühr für kursmäßige Papiere zu hoch, sie wurde am 6. März 1825 von ¼ auf 1/10 des Silbertarifs gesenkt, ebenso das ausländische Papiergeld, beides konnte fortan auch im eingeschriebenen Brief versandt werden.

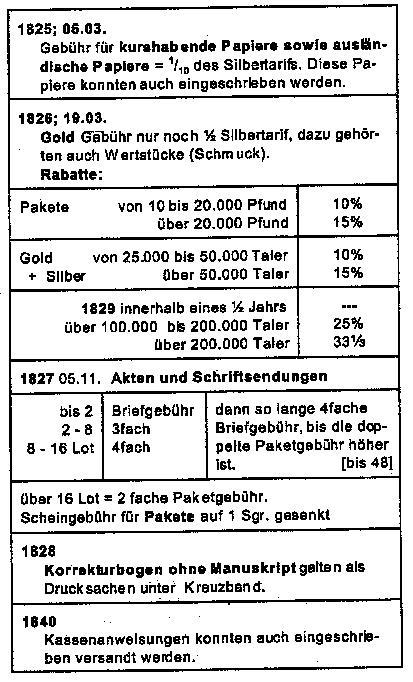
Änderungen zwischen 1825 und 1840

Die Gebühr für Goldsendungen wurde am 19. März 1826 auf die Hälfte des Tarifs für Silbersendungen ermäßigt. Gleichzeitig konnte der Generalpostmeister seinen Großkunden für Silbersendungen von 25.000 bis 50.000 Talern einen Rabatt von 10 % der Gebühr einräumen, über 50.000 Talern wurden sogar 15 % eingeräumt. Das Gleiche war für Pakete möglich, bei einer Versendungsmenge von 10.000 Pfd. bis 20.000 Pfd. 10 % und über 20.000 Pfd. 15 %. Natürlich handelt es sich hier jeweils um den Versand innerhalb eines Jahres.
Am 5. November 1827 wurde der Tarif für Akten und Schriften über 16 Lot auf die doppelte Paketgebühr ermäßigt, in derselben Verordnung wurde auch das Scheingeld für Pakete auf 1 Sgr. gesenkt.
Seit 1840 konnten Kassenanweisungen in eingeschriebenen Briefen versandt werden. 1842 fiel bei Einschreibsendungen die Gebühr für den Behändigungs-(Rück)schein fort, ebenso wurde das „Geldporto“ bei mit Postvorschuss belegten Briefen abgeschafft. Das Porto bestand damit nur noch aus dem Briefporto und der Prokuragebühr für den Beamten. 1843 hob man die Vorschrift für die Versendung von Kassenanweisungen, allen Arten von Papiergeld und kursmäßigen Papieren auf, sie konnten nun auch ohne Wertangabe in einem gewöhnlichen Brief versandt werden.

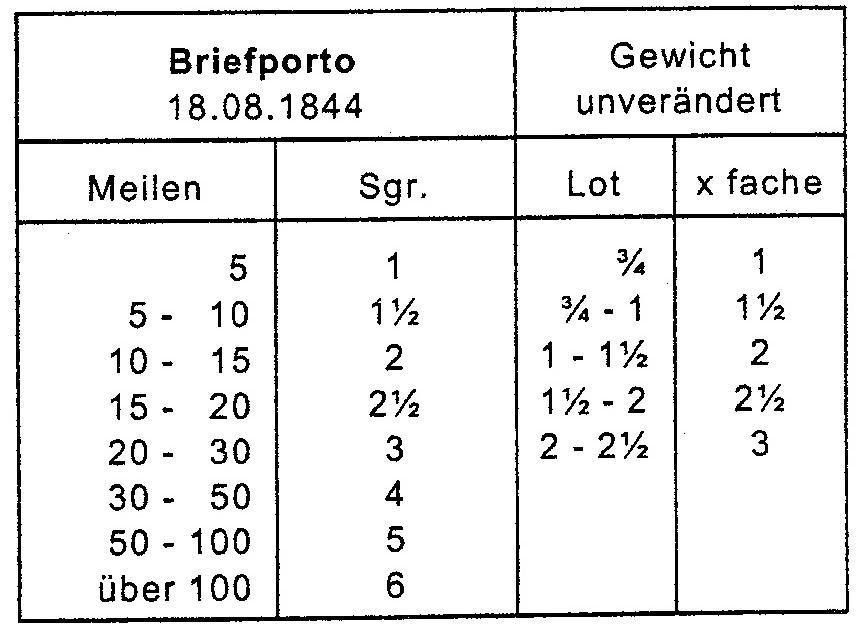
1844 Umgestaltung des Brieftarifs

Zu einer deutlichen Senkung des Briefportos kam es 1844 durch die Änderung der Entfernungsstufen. Da diese Änderung als Vorgriff auf die vollständige Umarbeitung des bisherigen Tarifs verstanden wurde, war der Geltungsbereich auf Briefe und Schriftsendungen beschränkt. Bei Paket- und Geldsendungen, sofern der Brieftarif zugrunde gelegt war, blieb der alte Tarif weiterhin gültig. Natürlich sanken dadurch auch die Auslandsbriefgebühren.
Ab 1844 wird bei Einschreibsendungen der Empfangsschein (Rückschein) nur noch auf Verlangen des Absenders zurückgegeben, gegen eine Zustellgebühr (Rückscheingebühr) von 6 Pfg. 1847 erfolgte die Gleichstellung des Portos für ausländisches Papiergeld mit dem Porto für inländisches Papiergeld.
Das Eisenbahngesetz vom 3. November 1838 regelte die unentgeltliche Beförderung der Briefe, Gelder und aller postzwangpflichtigen Sendungen. Grund dafür waren „die aus dem Postregale entspringenden Vorrechte des Staats, an festgesetzten Tagen und zwischen bestimmten Orten Personen und Sachen zu befördern“.

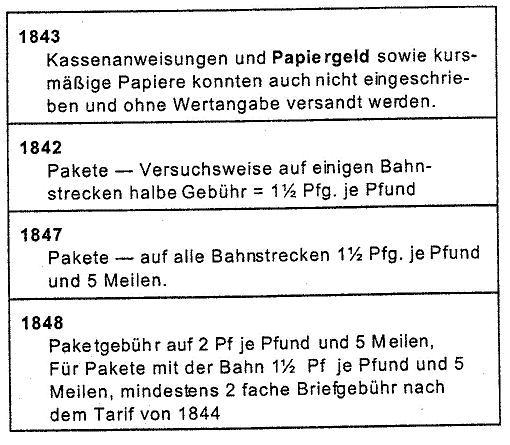
Änderungen zwischen 1843 und 1848

Durch die Beförderung der Post mit den neu erbauten Eisenbahnen und der damit verbundenen billigeren Beförderungsweise war schon 1842 auf einigen Strecken versuchsweise eine Ermäßigung der Paketgebühr auf 1½ Pf. je Pfd. und 5 Meilen eingeführt worden. Dieser Satz wurde ab 1847 auf allen Strecken der Bahn angewendet. Der Tarif für die nicht mit der Bahn beförderten Pakete wurde 1848 auf 2 Pf. je Pfd. und 5 Meilen gesenkt, ferner war der Mindestbetrag (doppelte Briefgebühr) nicht mehr nach dem Tarif von 1824, sondern nach den neuen von 1844 zu berechnen.

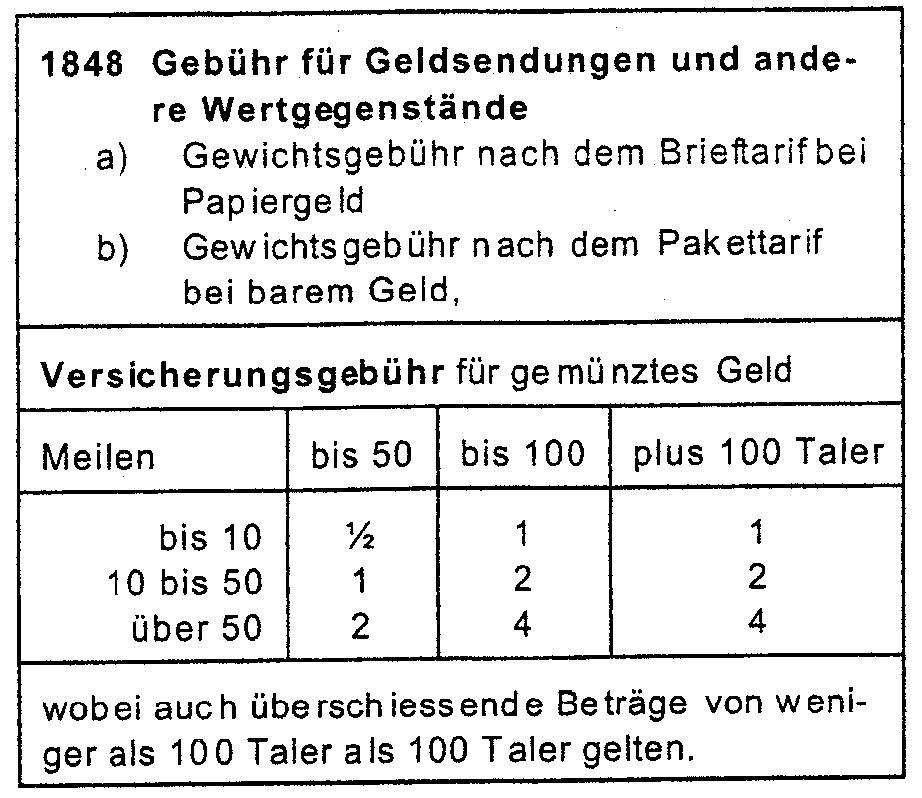
1848 Tarif für Geldsendungen

Zur Erleichterung des Verkehrs wird 1848 der Tarif für Geld- und Wertsendungen umgestaltet. Der Deklarationszwang wird vollständig beseitigt. Alle Pakete werden einer gleichmäßigen Gewichtsgebühr unterworfen und bei Wertangabe eine Assekuranzgebühr (Versicherungsgebühr) erhoben.
- I Das Porto für Geldsendungen aller Art sowie für Sendungen deren Wert angegeben ist, soll sich zusammensetzten aus:
  - a) aus dem Porto für das Gewicht der Sendungen nach der Brief- oder Päckereitaxe und nach Maßgabe der Entfernung des Bestimmungsortes
  - b) aus der Assekuranzgebühr für den angegebenen Wert. Die Versicherungsgebühr soll betragen: auf 1.000 Taler

Bei Papiergeld und Staatspapieren die Hälfte dieser Sätze. Der Betrag für den Einlieferungsschein ist in der Assekuranzgebühr enthalten. Es wird nur für den angegebenen Wert der Sendung Ersatz geleistet. Das gilt auch bei Beschädigungen. Betrügereien werden hart geahndet.
Der Begleitbrief muss die Adresse des Empfängers und folgende Angaben enthalten. Äußere Beschaffenheit des Paketes (z. B. Paket in Leinen), die Signatur, u. U. die Wertangabe und den Siegelabdruck wie auf dem Paket. Er darf keine Wertsachen enthalten (Amtbsl.Verfg. Nr. 46/1849). Für gemischte Sendungen (Geld und Papiergeld) kommt das Paketporto, die Versicherungsgebühr bis 100 Taler nach dem größten Anteil zur Anrechnung. Bei einem Wert über 100 Taler ist jede Teil einzeln zu berechnen [Moch].

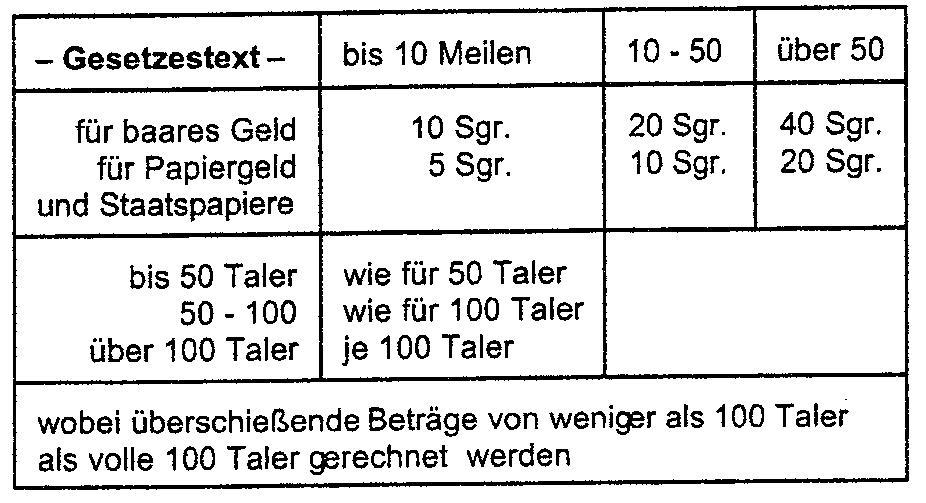
Tabelle nach dem Gesetzestext

Eine Porto-Restitution (Ermäßigung) für jährliche bedeutende Versendung findet in der Folge nicht mehr statt. Der General-Postmeister wird ermächtigt, die Garantieprämie in Beträgen von mehr als 1.000 Talern vorübergehend auf drei Monate auf die Hälfte des gesetzlichen Betrages zu ermäßigen. — Ein Erlass vom 25. Juni 1848 hebt die Beschränkung auf, bestimmt aber das Summen unter 1.000 Taler den vollen Tarif und erst danach eine Reduzierung des Portos um 50 % stattfinden soll.
Eine Cabinetsordre vom 8. April 1848 hebt das Scheingeld auf. Einlieferungsscheine werden nur noch für Einschreiben, Wertsendungen und später für die Bareinzahlung erteilt. Für eingeschriebenen Briefe wird die Einschreibgebühr von 2 Sgr. erhoben. Seit Mai 1848 können Postsendungen jeder Art eingeschrieben werden. Im August 1848 endet der Frankierungszwang für Einschreibsendungen [Moch].
Auf Beschluss des Staatsministeriums wird die Provision für Zeitungen ab 1. Oktober 1848 allgemein und gleichmäßig auf 25 % des Einkaufpreises bemessen. Um eine Verteuerung zu vermeiden, wurde als Höchstgebühr der Tarif von 1822 herangezogen. Die Gebühr für die Überweisung einer Zeitung beträgt 5 Sgr. wenn der einfache Betrag der Provision erhoben werden soll. wenn dieser auf die Dauer der Bezugszeit geringer ist [Moch].

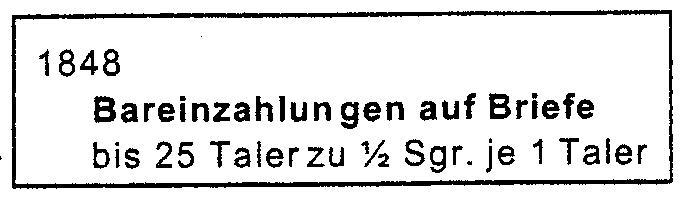
1848 Kosten für die Bareinzahlung

Seit 1848 ist die Post verpflichtet bei der Aufgabe von Briefen oder Briefadressen, auf Verlangen baare Einzahlung bis zu 25 Taler einschl. zur Wiederauszahlung an einen bestimmten Empfänger innerhalb des preußischen Postverwaltungsbezirkes anzunehmen. Die Gebühren betragen ½ Sgr. für jeden Taler oder einen Teil davon.
Die Tax-Bestimmungen für die Reit- und Schnellposten wurden vom 1. Oktober 1848 aufgehoben. Der Unterschied zwischen Reit- und Fahrpost besteht nun nicht mehr. Damit wird die Gleichstellung von Schriften und Aktensendungen mit dem Brieftarif erreicht und für beide Sendungsarten neue gleiche Gewichtsstufen eingeführt. Aktensendungen werden sämtlich mit den Schnellposten versandt, wenn keine Schwierigkeiten entstehen. Werden Akten oder Schriften in Paketform verschickt, unterliegen sie gleichwohl der Briefgebühr [Schwarz].

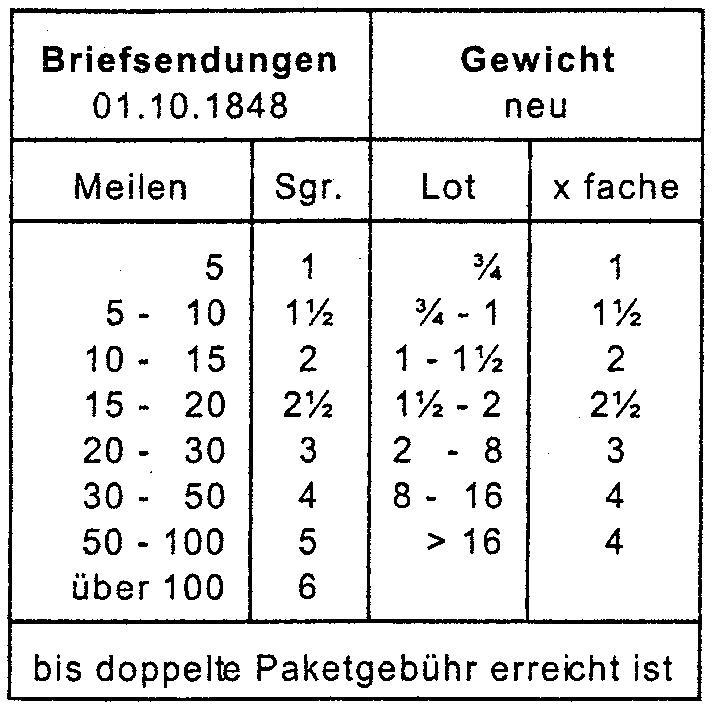
1848 Neue Gewichtsprogression für Briefsendungen

Am 1. Mai 1849 wurden acht neue, dem Generalpostamt direkt unterstellten, „Post-Speditions-Ämter“, die alleine für den Bahnpostbetrieb zuständig waren, geschaffen. Dem Generalpostamt waren die in den Zügen tätigen acht „Post-Speditions-Bureaus“ (Bahnposten) unterstellt. Früher gehörten sie zum Dienstbetrieb des Hofpostamtes in Berlin.
Die Berechnung des Portos war im Laufe der Zeit immer einfacher geworden; Schwierigkeiten bereitete im großen Maße das völlig ausgeuferte Gebührenfreiheitswesen. Das Generalpostamt gab 1847 für die Postanstalten eine gedruckte Übersicht der Gebührenfreiheitsverhältnisse heraus, ein Buch von 403 Paragraphen und 254 Seiten, das nach kurzer Zeit wieder zahlreiche Änderungen und Ergänzungen erfuhr. Der Einnahmen-Ausfall berechnete sich damals auf etwa 2 Mio. Taler bei Einnahmen der Post von etwa 3 Mio. Talern im Jahre 1849.

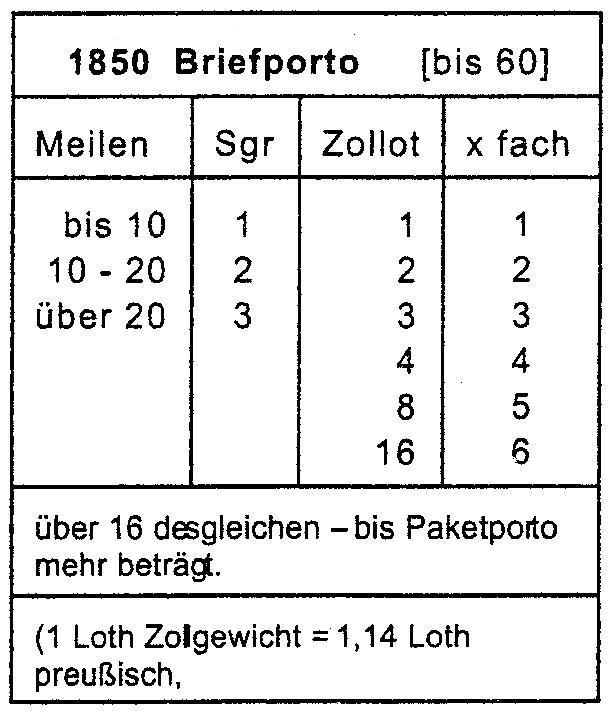
1850 erneuter Briefportotarif, gültig bis 1860

Mit einem Gesetz vom 21. Dezember 1849 wurde mit Gültigkeit von 1. Januar 1850 die Briefgebühr innerhalb des preußischen Postgebiets geändert und vereinfacht. Entfernungsstufen wie auch Gewichtsstufen wurden neu geregelt. (§ 3) Die Postverwaltung hat die Anfertigung und den Verkauf von Stempeln (Postwertzeichen) einzuleiten, mittels deren durch Befestigung auf dem Briefe das Frankieren von Briefen nach Maßgabe des Tarifs bewirkt werden kann. (§ 4) Gleichermaßen berechnete sich auch die Gebühr für Schriften, Akten, Urkunden, Papiergeld usw., wobei bei Papiergeld mit Wertangabe die Versicherungsgebühr hinzutritt. (§ 5) Das Zustellgeld für Begleitadressen und Scheine wird, wie für Briefe, auf ½ Sgr. gesenkt. Das Gesetz trat mit dem 1. Januar 1850 in Kraft.
Mit der Bildung des Ministeriums für Handel, Gewerbe und öffentliche Arbeiten, 1848, mit der Post als 1. Abteilung, Postdepartement, wurde die Stelle des General-Postmeisters nicht besetzt, seine Aufgaben übernahm der Minister. Seit dem 1. Oktober 1849 ist die oberste Leitung der Post auf den Handelsminister August von der Heydt übergegangen. Unter ihm wirkt General-Postdirektor Heinrich Schmückert, der bereits unter seinem Vorgänger von Nagler an der Gestaltung der Post teilhatte. Der Übergang der Leitung bezeichnet auch den Beginn eines neuen Abschnitts.
Am 6. April 1850 kam der erste deutsch-österreichische Postvereinsvertrag zustande. Schmückert war der Leiter des Generalpostamts der General-Postdirektor. Mit ihm begann eine Neuordnung des Postwesens, sowohl in der Verwaltung als auch im Dienstbetrieb.
Bis zum 1. Januar 1850 war in Preußen die Verwaltung des Postwesens zentralisiert. Sämtliche Postanstalten unterstanden dem General-Postamt in Berlin. Nun traten 26 Oberpostdirektionen ins Leben. Die Verwaltung wurde dezentralisiert.
- Für jeden Regierungsbezirk und für Berlin je eine Ober-Post-Direktion eingerichtet. Sämtliche Postanstalten des Bezirks wurden der Oberpostdirektion untergeordnet nur das Ober-Postamt in Hamburg blieb dem General-Postamt unterstellt. Für die anderen Ober-Postämter fiel diese Bezeichnung weg.
- Mit Amtsblattverfügung 147 vom 21. Juli 1850 wurden vier Klassen für die untergeordneten Postanstalten eingeführt. Die Postämter 1. und 2. Klasse wurden von pensionsberechtigten Provinzialbeamten 1. bzw. 2. Klasse geleitet. Als Vorsteher der Postexpeditionen 1. Klasse wurden Provinzialbeamte 3. Klasse vorgesehen. Die Postexpeditionen 2. Klasse wurden Ortseinwohnern übertragen. Alle diese Postanstalten rechneten mit der Bezirks-Ober-Postkasse ab. Die General-Postkasse in Berlin war schon 1849 aufgehoben worden. Als Ausnahme waren die Speditionsämter in dieser Klasseneinteilung nicht berücksichtigt. Sie wurden aufgrund besonderer Aufträge im Einzelfall verwaltet, an ihrer Spitze stand der Postdirektor. Die Vorsteher der Postämter 1 erhielten die Amtsbezeichnung Postdirektor und den Rang der höheren Provinzialbeamten V. Klasse, die Vorsteher der Postämter II die Amtsbezeichnung Postmeister und den Rang der III. Klasse der Subalternen.
- Die Postexpeditionen waren nun selbstständige Postanstalten geworden, sie unterstanden unmittelbar der Oberpostdirektion. Die Vorsteher der Postexpeditionen 1. Klasse waren kündbare Fachbeamte mit der Amtsbezeichnung Postexpeditient, die der II. Klasse nebenamtlich tätige Ortseinwohner mit der Bezeichnung Postexpediteur. Die Amtsbezeichnungen Post-Speditionsämter bzw. Post-Speditions-Bureaus wurden mit Amtsblatt Verfügung 20 vom 29. Januar 1856 in Eisenbahn-Postämter bzw. Eisenbahn-Postbüros umbenannt.

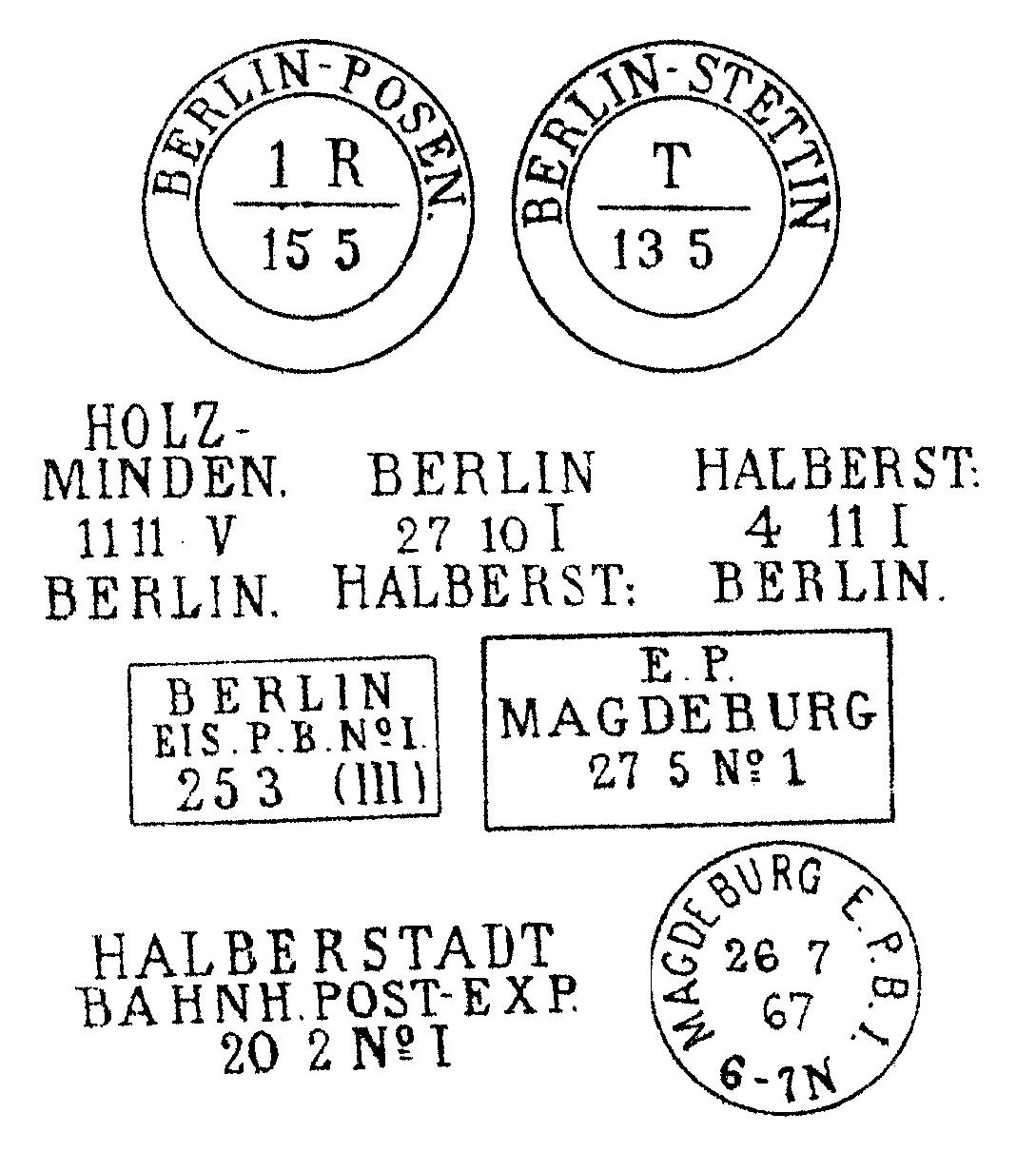
Unterschiedliche Bahnpoststempel

Am 15. November 1850 gab die preußische Post seine ersten Briefmarken heraus. Zur Entwertung wurde ein Vierringstempel herausgegeben. Eine Nummer, in der Mitte des Stempels, war jeweils einem Postbüro zugeordnet. Bei der Einführung wurden die Nummern alphabetisch vergeben, Aachen erhielt die Nummer „1“. Um die gleiche Zeit kamen die wohl am häufigsten vorkommenden Rahmenstempel in Gebrauch. In einem rechteckigen Rahmen steht oben der Name der Postanstalt und darunter Tag und Monat, von der Stundenabgabe durch einen Punkt, Stern oder Rosette getrennt. War zur Ortsbezeichnung noch ein Hinweis notwendig, gab es diese Stempel auch dreizeilig. Abschläge dieser variantenreichen Stempelform sind bis 1879 bekannt.

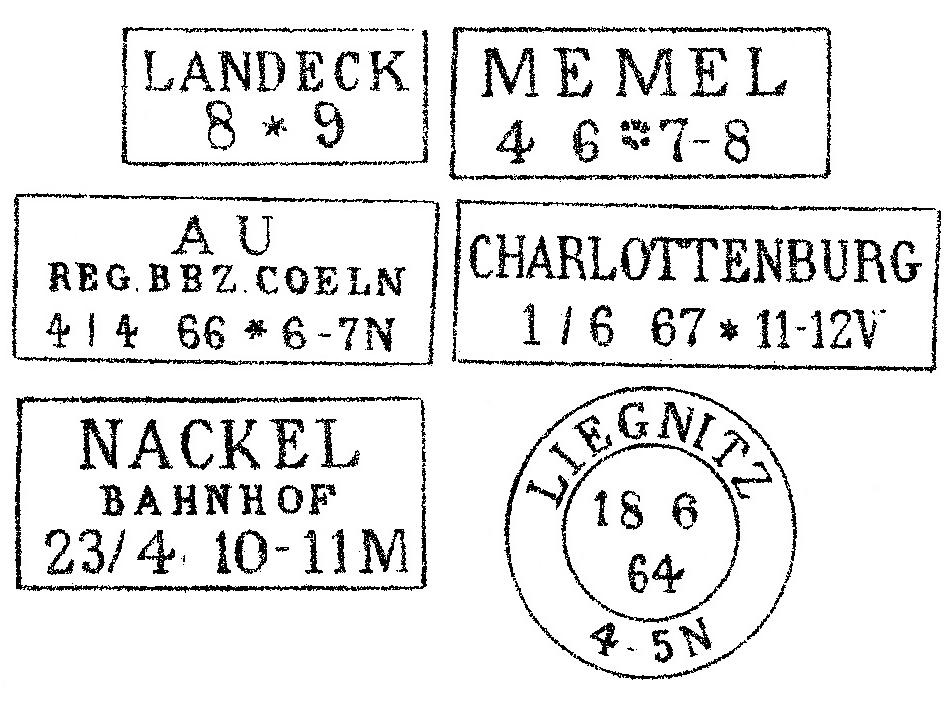
1850 preußische Rahmenstempel

### Gesetz über das Postwesen zum 1. September 1852
Das Gesetz über das Postwesen hob den Postzwang für Reisende und für Pakete über 20 Pfund (vorher 40 Pfund) auf. Für alle durch das preußische Gebiet auf einer Strecke unter 5 Meilen ohne Umladung transitierenden Gelder und Päckereien wird der Postzwang aufgehoben. Bei Versendung durch Expressen und bei Versendung und Reisen von Orten, von wo ab, und nach Orten, wohin keine Postbeförderung stattfindet, fielen die Beschränkungen aus dem Postzwang schon nach der bisherigen Gesetzgebung (bis zur nächsten auf dem Wege gelegenen Postanstalt) fort. Ebenso findet der Postzwang nicht statt auf solche Sachen, welche die Posten anzunehmen nicht verpflichtet sind (Glas, Flüssigkeiten, Explosivstoffe etc.). Dem Postzwang unterliegen, wie bisher: gemünztes Geld und Papiergeld, ungemünztes Gold und Silber, Juwelen und Pretiosen (alle ohne Unterschied des Gewichts!) sowie die einer Stempelsteuer unterliegenden Zeitungen und Anzeigenblätter.
Geregelt werden die Garantieansprüche: So zahlt man für einen in Verlust geratenen Einschreibbrief 14 Taler, für ein gewöhnliches Paket 10 Silbergroschen für jedes Pfund der Sendung, Ersatz. Bei Wertsendungen wird der angegebene Wert ersetzt. Kann die Post aber nachweisen, dass der tatsächliche Wert niedriger liegt, hat sie nur diesen zu ersetzen. Kann sie eine betrügerische Absicht annehmen, so verliert der Absender nicht nur jeden Anspruch auf Schadensersatz, sondern wird auch bei Gericht angezeigt.
Nach dem Postgesetz war die Post befugt, die Bedingungen und Gebühren durch Reglement selbst zu bestimmen. Weitere Abschnitte beschäftigten sich mit den Vorrechten der Post. Der Strafbestimmungen bei Post- und Porto-Übertretungen usw.
Gegeben, Bellevue, d. 5. Juni 1852
Reglement zum Postgesetz
Für Kreuzbandsendungen, sie müssen frankiert sein, wird durch das Reglement zum Postgesetz das Porto, ohne Unterschied der Entfernung, auf 6 Pfg. für je 1 Zolllot festgesetzt. Höchstgewicht 16 Lot. [bis 1856]

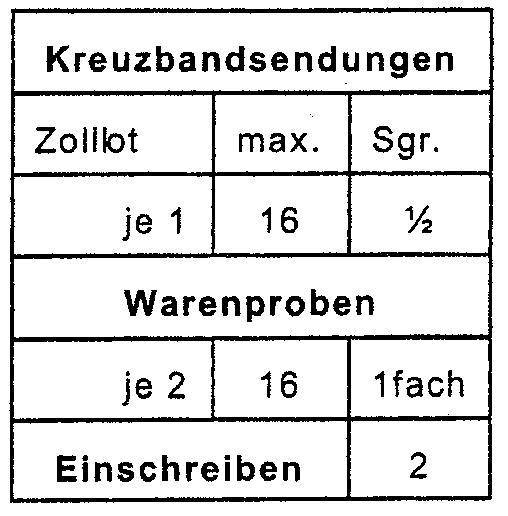
Der Tarif seit 1852

Bei Warenproben und Muster darf, zusammen mit dem des einfachen Briefes, das Gewicht von 16 Lot nicht übersteigen. Für solche Sendungen wir je 2 Zolllot das einfache, maximal das sechsfache Briefporto erhoben. Bei unfrankierten oder unzureichend frankierten Warenproben wird der Portozuschlag für je 2 Lot des Gesamtgewichts erhoben. Berechnung nicht mehr nach der Fahrposttaxe.
Einschreiben ist zugelassen bei gewöhnlichen Briefen, Kreuzbandsendungen und Warenproben, gegen eine Gebühr von 2 Sgr. Es wird ein Einlieferungsschein erteilt. Durch den Vermerk „gegen Ablieferungsschein“ wird ein Rückschein erteilt. Eine Gebühr dafür wird nicht erhoben. (Sauter)
Wertbriefe dürfen nicht über 16 Lot wiegen. Die Wertangabe muss in preußischer Silberwährung, bei Briefen auf der Adresse des Briefes geschrieben sein, bei anderen Sendungen auf dem Begleitbrief und auf der Sendung bei der Signatur. Auch für Wertbriefe wird ein Einlieferungsschein erteilt. Die Wertangabe darf den wirklichen Wert nicht übersteigen.

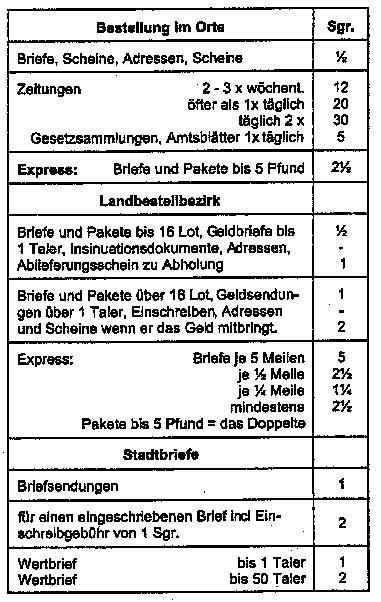
1852 Bestellgeld

Zugestellt werden alle von außerhalb kommenden Briefe, Kreuzbandsendungen und Warenproben, Begleitbriefe zu Paketen ohne Wertangabe und Ablieferungsscheine über Briefe und Pakete mit Wertangabe. Bei der Zustellung mit dem Landbriefträger beträgt das Landbrief-Bestellgeld, für Briefe und Pakete bis 16 Lot, Wertbriefe bis 1 Taler, Insinuationsdokumente, Adressen und Ablieferungsscheine und alle Retourbriefe zwischen ½ und 1 Sgr. Den doppelten Satz (2 Sgr.) für Briefe und Pakete über 16 Lot, Wertsendungen über 1 Taler, eingeschriebene Briefe, zusammen mit dem Ablieferungsschein und Briefe und Scheine auf bare Einzahlung, insofern das Geld gleich mit ausgeliefert wird. Für Zeitungen die doppelten Sätze der Ortszustellung. Die für einzelne Orte und Kreise angeordneten ermäßigten Landbrief- bzw. Bestellgeldsätze bleiben bestehen. Annahme und Bestellung von Stadtbriefen, gegen Gebühr findet an einigen Orten statt. An anderen Orten werden nur undeklarierte Ortssendungen zugestellt. Bei gleichzeitiger Auflieferung von 100 Stadtbriefen und darüber, wird für jeden frankierten Brief nur ein Bestellgeld von 4½ Pfg. [bis 1868, dann 4 Pfg.], über 25 Briefe ½ Sgr. erhoben. Nur Express-Sendungen müssen auch „durch Expressen bestellt werden“, auch wenn sie zur Nachtzeit eintreffen. Dafür werden besondere Gebühren erhoben. Der Vermerk „durch Expressen zu bestellen“ kann nicht durch bloße Vorauszahlung des Bestellgeldes ersetzt werden.
Briefe mit dem Vermerk „poste restante“ (postlagernd) werden bei der Post-Anstalt bis drei Monate aufbewahrt bis der Empfänger sie abholt. Als „Insinuationsgebühr“ kamen 3 Sgr. in Ansatz. (Sauter) Das Packammergeld blieb unverändert. Gewöhnliche und eingeschriebene Briefsendungen, Insinuationsdokumente und gerichtliche Erlasse gegen Aufgabeschein werden nachgesendet. Andere Sendungen nur auf Wunsch.

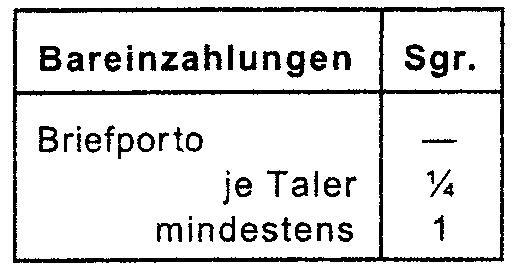
Tarif für Bareinzahlungen

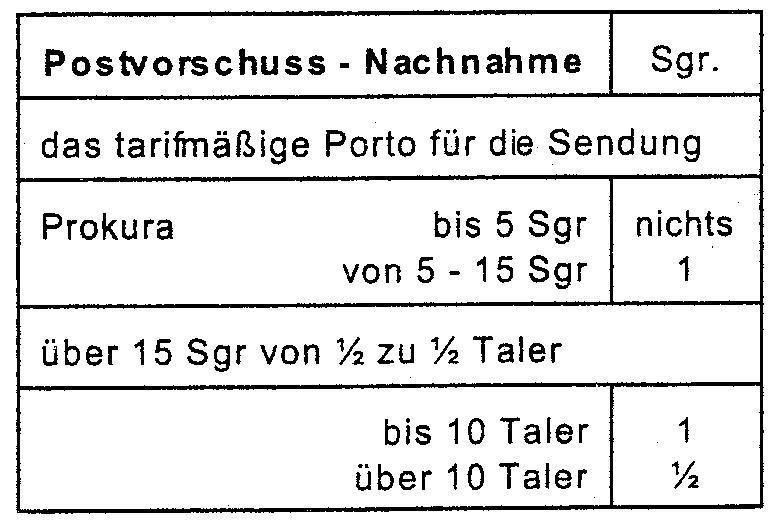
Tarif für Postvorschüsse (Nachnahme)

Die Post-Verwaltung übernimmt es, Beträge unter und bis zu 50 Taler in kassenmäßigem Geld von den Absendern anzunehmen und an Adressaten innerhalb des Preußischen Postverwaltungsbezirkes auszuzahlen (baare Einzahlung). Jeder Einzahlung muss ein gewöhnlicher Brief oder ein leeres Kuvert beigegeben werden; darauf muss, neben der genauen Anschrift des Empfängers, der Vermerk „hierauf eingezahlt .... Rthlr. .... Sgr. ... Pfg.“ und die Talersumme noch einmal in Buchstaben angegeben sein. Der Absender erhält einen Einlieferungsschein. Der Empfänger erhält einen Ablieferungsschein, auf den er den Betrag ausgezahlt bekommt. Diese Sendungen können frankiert oder unfrankiert aufgeben werden. Zu dem tarifmäßigen Briefporto kommt die Einzahlungsgebühr von mindestens 1 Sgr., oder für jeden Taler oder Teile davon ¼ Sgr. [1865 durch Postanweisung ersetzt]
Die Post-Verwaltung übernahm es, Beträge in kassenmäßigem Geld bis zu 50 Taler von den Adressaten innerhalb des preußischen Postverwaltungsbezirkes einzuziehen und an den Absendern auszuzahlen (Vorschusssendungen, Postvorschüsse). Briefe und sonstige Sendungen, auf welche Beträge eingezogen werden sollten, durften weder frankiert noch eingeschrieben sein. Mit dem Vermerk „Vorschuss .... Rthlr. .... Sgr. ... Pfg.“ versehen erhielt der Absender eine Bescheinigung, dass der Betrag ausgezahlt werden soll, sobald die Sendung eingelöst worden ist. Wurde sie nicht eingelöst war sie spätestens nach acht Tagen zurückzusenden. Es waren zu zahlen: Das tarifmäßige Porto für den Brief und die Prokura-Gebühr.
In Fällen, wo das Porto kreditiert wird, ist dafür eine Kontogebühr von 5 %, mindestens aber monatlich 5 Sgr. zu erheben.
Zu jedem Paket ist ein Begleitbrief oder Begleitadresse erforderlich. Mehrere Pakete zu einem Begleitbrief sind zulässig, jedoch entweder alle mit oder ohne Wertangabe.
Weiter geht es um Estafetten, die Personenbeförderung, Reisegepäck, Extraposten und Courier-Beförderung.
Das Reglement tritt am 1. September 1852 in Kraft.

Höchstwert der 1. Ausgabe im Stichtiefdruck

Die neuen Freimarken werden am 15. November 1850 in den Werten von ½, 1, 2 und 3 Silbergroschen ausgegeben. Sie könnten zunächst nur zur Freimachung von Briefen innerhalb Preußens und des deutsch-österreichischen Vereinsgebietes verwendet werden.

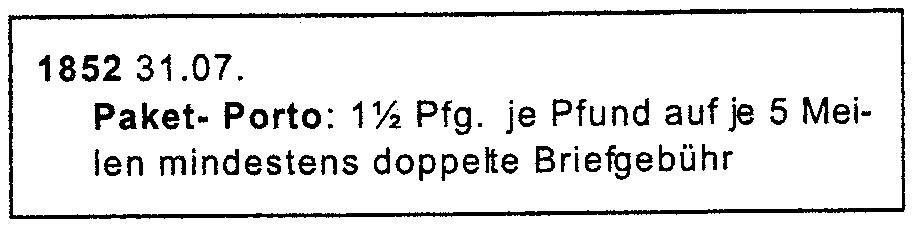
1852, das neue Paketporto

Der Tarifunterschied zwischen dem Bahnversand und dem Versand über die Straße für Pakete wird mit dem Gesetz zum 1. Juli 1852, durch die Einführung eines Einheitstarifs aufgehoben. Danach beträgt die Paketgebühr auf allen Strecken 1½ Pf. je Pfd. und 5 Meilen, mindestens ist aber die doppelte Briefgebühr zu entrichten. Die überschießenden Lote werden als volles Pfund gerechnet. Mehrere an eine Adresse gehende Pakete werden einzeln berechnet. Auch bei den Begleitadressen kam es zu einer Änderung, so war der Brief bis zu einem Zolllot (16,66 g) frei; war er schwerer, so wurde er vollständig als Brief berechnet. Das postzwangpflichtige Gewicht wurde von 40 auf 20 Pfd. gesenkt. Ermäßigung gab es dadurch natürlich auch für Wertpakete und für das Übergewicht bei Reisenden (30 Pfund waren frei). Der Portozuschlag von 50 % für die Benutzung der Schnellpost wird abgeschafft (7. August 1852, Moch).
Von den Tariffestsetzungen vom Jahre 1824 waren nunmehr nur noch folgende Bestimmungen in Geltung: über die Briefeinlagen, unfrankierte Sendungen an Behörden, das Landporto, das Packkammergeld, die Postvorschüsse und die Abrundung der Postgefälle [Moch].

### Letzte Änderungen
Für den preußischen Inlandsverkehr wurde mit Amtsbl.Verf. Nr. 85 v. 31. Mai 1853 gestattet, Warenproben auch in einem versiegelten Umschlag verpackt dem Brief anzuhängen. Die Post hatte das Recht, den Umschlag von Absender oder Empfänger öffnen zu lassen [Schwarz].
1854 wurde die Höchstgebühr bei Kreuzbandsendungen auf die Briefgebühr beschränkt und 1856 auch die preußische Inlandsgebühr auf 4 Pfg. ermäßigt, nachdem in Vereinsverkehr schon länger dieser Tarif gegolten hatte und daher viele Geschäftsleute ihre Drucksachen im Ausland aufgaben.
Eine Erleichterung brachte das Gesetz zum 1. Januar 1853.
- (§ 1) Für Papiergeld und Staatspapiere soll bei der Versendung durch die Post dieselbe Assekuranzgebühr, welche für bares Geld festgesetzt ist, erhoben werden.
- (§ 2) Das Zollgewicht soll auch bei Gütern und Geldsendungen zur Ermittlung des Gewichts und zur Taxierung derselben in Anwendung gebracht werden.

Eine weitere Portoänderung war die Senkung des Drucksachentarifs von 6 auf 4 Pf. je Zolllot und die Gleichstellung des Orts mit dem Landtarif für Zeitungen auf den billigeren Ortstarif vom 12. August 1859. Es bestimmte, dass Drucksachen und Warenproben die gewöhnliche Briefgebühr nicht übersteigen dürfen. (Sauter)
Im Anschluss an die Frankfurter Konferenz des deutschösterreichischen Postvereins (1860) wurde das Höchstgewicht der Briefe, Drucksachen und Warenproben auf ein halbes Pfund = 15 Lot festgesetzt. Die Gebühr für Drucksachen und Warenproben war das gewöhnliche Briefporto nicht übersteigen. Es ließ die Rückscheine bei eingeschriebenen Briefen, wie bisher, frei, verlangte aber für 2 Sgr. einen Rückschein zur Fahrpost. Die Prokuragebühr bei Postvorschusssendungen ermäßigte sich auf ½ Sgr. für jeden Taler oder Teile eines Talers, bei einem Mindestsatz von 1 Sgr. In der Landzustellung wurden die Gewichtsgrenze, die ja für den Ansatz des einfachen und des doppelten Briefzustellgeld maßgebend war, auf 15 Lot festgesetzt und der Einschreibbrief den einfachen Briefen gleichgesetzt, also nur einfaches Zustellgeld.

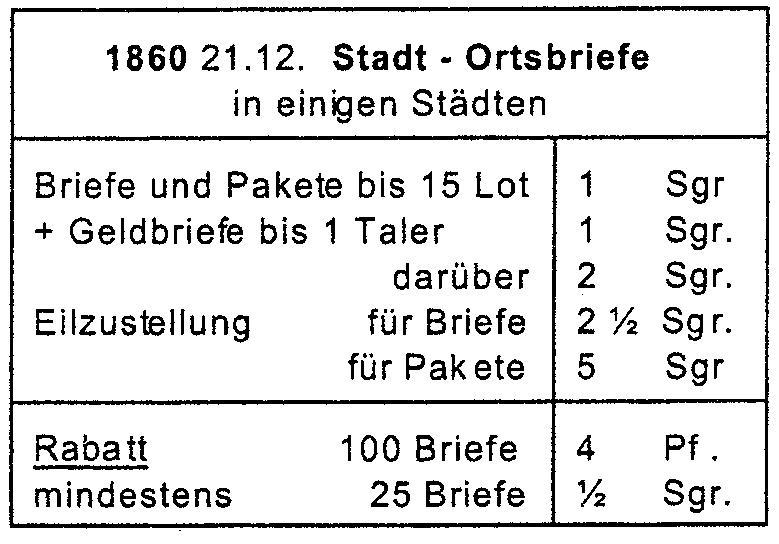
Tarif für Stadtbriefe

Für die Orte der Postanstalt eingelieferten oder von den Landbriefträgern eingesammelten, für Empfänger im Orts- oder Landbestellbezirk bestimmten Sendungen kommt 1 Sgr. zur Erhebung für: Briefe und Pakete bis zu 15 Lot (½Pfund), Einschreibbriefe und Wertsendungen bis zu einem Taler, Einschreibbriefe, Briefe mit Insinuations-Document, und für Begleitbriefe zu gewöhnlichen Briefen und für Ablieferungsscheine, wenn das Paket oder die Wertsendung abgeholt werden, 2 Sgr. für Sendungen über ½ Pfund und Wertsendungen über ½ Pfund und über 1 Taler. Hinzu kommt ggf. die Einschreibgebühr von 1 Sgr. bzw. die Versicherungsgebühr. Postvorschuss und Bareinzahlungen sind nicht zugelassen. Bei der Auflieferung von mindestens 100 Stadtpostbriefen änderte sich der Vorzugspreis auf 4 Pf., statt wie bisher 4½ Pf. (Sauter). In Pakete durften zugehörige Rechnungen usw. eingelegt werden, ab 1861 sogar Briefe und Schriften. (Schwarz)

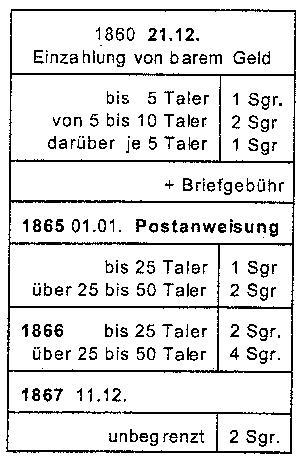
Tarif für den Vorläufer der Postanweisung

Ein Reglement vom 21. Dezember 1860 setzte die Gebühr für die Einzahlung von barem Geld auf 1 Sgr. bis 5 Taler, auf 2 Sgr. von 5 bis 10 Taler und für weitere 5 Taler je 1 Sgr. mehr fest. Diese Gebührensätze lagen aber immer noch wesentlich höher als die Sätze für Wertsendungen, und so führte die preußische Post zum 1. Januar 1865 die Postanweisung ein und forderte bis 25 Taler nur noch 1 Sgr und bei mehr als 25 bis 50 Talern 2 Sgr. Nun war aber die Gebühr für die Post zu niedrig, und so verdoppelte man im Juni 1866 die Gebühr, behielt aber die bisherigen Sätze im Ortsverkehr bei. Durch Verfügung vom 1. Mai 1865 wird die telegraphische Postanweisung eingeführt. Zur gewöhnlichen Gebühr kommt die Telegrammgebühr 6 Sgr. an Weiterbeförderungskosten, wenn das Telegramm von der Telegraphenstation mit der Post weiterbefördert werden muss. Bei poste restante-adressierten Telegrammen kommt eine besondere Gebühr von 2 Sgr. hinzu. Schon wenige Tage später, am 25. Mai, wird für die Weiterbeförderung für nicht eingeschriebene Telegramme das gewöhnliche Briefporto, für eingeschriebene Telegramme 4 Sgr. gefordert. Für telegraphische Postanweisungen wird eine Gebühr für die Übermittlung von der Postanstalt zum Telegraphenstation, falls sie sich nicht im selben Haus befand, sowie für die Eilbestellung im Bestimmungsort eine besondere Eilzustellgebühr eingeführt [Moch]. Am 11. Dezember 1867 wird, ohne Rücksicht auf die Höhe der Summe, die Postanweisungsgebühr auf 2 Sgr. festgesetzt. (Sauter)
Zum 1. Mai 1861 vereinfachte ein Gesetz den seit 1850 bestehenden Brieftarif, indem er die Gewichtsstufen bis auf zwei abschaffte. Der einfache Brief durfte nun 1 Lot wiegen, das doppelte Porto wurde für Briefe über 1 Lot gefordert; damit war auch eine Ermäßigung bei Drucksachen, Warenproben, Einschreib- und Wertbriefen verbunden, da sie sich ja aus dem Brieftarif errechneten.

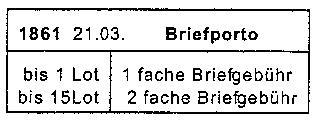
1861 Ein neues Briefporto

(§ 2) Für Pakete wird ohne Unterschied, ob dieselben Schriften oder andere Gegenstände enthalten, an Gewichtsporto das in dem Gesetz von 1852 festgesetzte Güterporto erhoben (Endgültige Abschaffung der Akten- und Schriften-Taxe). (§ 3) Die bisher bestehende Beschränkung in Betreff des Zusammenpackens verschiedenartiger Gegenstände in den mit der Post zu befördernden Briefe und Pakete werden aufgehoben. Im § 35 des Postgesetzes werden Strafen für Verstöße gegen das Postmonopol ausgesprochen. Die darin enthaltenen Strafbestimmungen fallen weg.
Nach einem Gesetz vom 16. September 1862 wird das Bestellgeld in 3 Stufen abgebaut.
(§ 1) Die 1824 bzw. 1849 festgesetzten Gebühren für die Bestellung der mit der Post angekommenen, an Adressaten im Orte gerichteten Briefe – nicht Wertbriefe – im gleichen Adressen zu Paketen und Geldern, sowie Auslieferungsscheine wird aufgehoben, und zwar: mit Publikation des Gesetzes (16. September 1862) für die portofreien Sendungen und ab 1. Juli 1863 für frankierte Sendungen und vom 1. Juli 1864 an für unfrankiert aufgelieferte portopflichtige Sendungen. Zustellgeld wird nun nur noch erhoben für Pakete über 15 Lot (½ Pfund), Wertsendungen, für Ortssendungen (Ortsgebühren) für Eilsendungen und für Zeitungen.
Im Landzustelldienst wurde nach und nach das Briefbestellgeld auf ½ Silbergroschen bzw. auf das doppelte Bestellgeld auf 1 Silbergroschen zurückgeführt. Zum 1. Juli 1864 galt dies allgemein.
Mit Amtsbl.Verfg. Nr. 122 v. 28. Dezember 1863 wurde der Versand von Warenproben bis 10 Lot zum 1. Januar 1864 neu geregelt. Es wurden für Warenproben für je 2½ Lot = 4 Pfg. (⅓ Sgr.) verlangt. Die Muster durften keinen Kaufwert haben.
Amtsbl.Verfg. Nr. 3 v. 5. Januar 1864 erlaubte das Zusammenpacken beider Versandformen und erhöhte dazu das Höchstgewicht für Proben ebenfalls auf 15 Lot. [Schwarz]
1865 wurde die Drucksachenkarte zu einer Gebühr von 4 Pf., die in Freimarken zu begleichen war, eingeführt.
Vom 1. Januar 1867 an für Drucksachen die Gewichtssteigerung von 2½ zu 2½ Lot vorgenommen. Bei Warenproben war es schon seit dem 1. Januar 1863 eingeführt.

Drucksachenkarte

Die politischen Ereignisse führten zu einer durchgreifenden Umgestaltung der Postverhältnisse in Deutschland. Österreich schied aus dem deutschen Bund aus.
Hatten sich die Postverhältnisse in Preußen durch die Reformen von 1825 und 1850 zu einem modernen Postwesen entwickelt, so verlangte die Übernahme neuer Postverwaltungen eine Neuordnung des Postdienstes. Die Postverwaltung im Herzogtum Lauenburg kam am 1. Januar 1866 zu Preußen. Ein königlich preußischer Erlass vom 19. Dezember 1866 verkündete die Vereinigung des Postwesens des ehemaligen Königreichs Hannover mit dem Postwesen in den alten preußischen Landesteilen (Oberpostdirektion Hannover). Zum gleichen Zeitpunkt kamen die bis dahin mit Österreich gemeinsam geführte Verwaltung des Postwesens in den Herzogtümern Schleswig und Holstein. (Oberpostdirektion Kiel) zu Preußen. Ein Vertrag zwischen der preußischen Staatsregierung und dem Fürsten von Thurn und Taxis führte zur Übertragung des gesamten Fürstlich Thurn und Taxischen Postwesens auf den preußischen Staat. Die Übernahme wurde im Postamtsblatt Nr. 19 von 1867, unter der Amtsblattverfügung Nr. 40 bekanntgegeben. Die von bisher von Thurn & Taxis ausgeübten Postgerechtsame in achtzehn Ländern war auf Preußen übergegangen, darunter auch Ländern, in denen der Gulden als Währung galt. Neue Oberpostdirektionen entstanden in Kassel, Frankfurt am Main und Darmstadt.
Die Verhandlungen um die Gründung des Norddeutschen Bundes waren im Gange. In einem Publikandum vom 26. Juli 1867 wurde die Verfassung des Norddeutschen Bundes veröffentlicht. Artikel 4, Ziffer 10 betraf die Post- und Telegraphengesetzgebung als Bundessache, Abschnitt VIII das Post- und Telegraphenwesen.

## Literatur

Preußisches Amtsblatt